# Órgano vascular de la lámina terminal
El órgano vascular de la lámina terminal (organum vasculosum of the lamina terminalis) o cresta supraóptica es uno de los cuatro órganos sensoriales circunventriculares del cerebro. Los restantes tres incluyen el órgano subfornical, la eminencia media y el área postrema del tronco encefálico .

## Región anteroventral del tercer ventrículo
El órgano vascular de la lámina terminal (OVLT), la eminencia media y el órgano subfornical están interconectados por medio del hipotálamo ventral medio. Juntas, estas tres estructuras rodean el tercer ventrículo, un complejo que a menudo se denomina región anteroventral del tercer ventrículo (abreviado región "AV3V"). Esta región que rodea al tercer ventrículo funciona conjuntamente en la regulación del equilibrio osmótico de líquidos y electrolitos al controlar la sed, la excreción de sodio, la regulación del volumen sanguíneo y regula la secreción de vasopresina.

## Funciones
La OVLT es uno de los cuatro órganos circunventriculares sensoriales. Su función es proporcionar información a otras regiones del cerebro, incluyendo la eminencia media, el órgano subfornical y el área postrema.
Los capilares de la OVLT no tienen una barrera hematoencefálica propiamente dicha, por lo que las neuronas de esta región son capaces de responder a diversos factores circulantes presentes en la circulación sistémica .
Las neuronas de la OVLT son osmorreceptores sensibles al contenido de sodio y a la presión osmótica de la sangre. Las neuronas de la lámina terminal se proyectan hacia el núcleo supraóptico y el núcleo paraventricular donde regulan la actividad de las neuronas secretoras de vasopresina. En una situación en la que el volumen sanguíneo se ve reducido, la secreción de renina por los riñones da como resultado la producción de angiotensina II. Ello estimula a los receptores en la OVLT y el órgano subfornical para completar un ciclo de retroalimentación positiva . Estas neuronas también tienen proyecciones al núcleo preóptico mediano, asociado en el control de la sed.